# Hormiopius ptericoptophagus
Hormiopius ptericoptophagus är en stekelart som beskrevs av Blanchard 1962. Hormiopius ptericoptophagus ingår i släktet Hormiopius och familjen bracksteklar. Inga underarter finns listade i Catalogue of Life.